# Première ligue canadienne 2021
Navigation
Édition précédente Édition suivante
La saison 2021 de la Première ligue canadienne est la troisième édition de la Première ligue canadienne (PLCan), organisée par l'Association canadienne de soccer.
En raison de la pandémie de Covid-19 persistante au Canada, l'incertitude caractérise la préparation de la troisième saison de l'histoire de la ligue après une édition 2020 tronquée par la situation sanitaire,. C'est finalement le 26 juin que commence la compétition avec les huit équipes engagées.
En finale, le Forge FC tente de défendre son titre mais c'est le Pacific FC qui l'emporte 1-0, s'adjugeant son premier titre.

## Participants
| Participants    |                                |                          |
| Équipe          | Ville et province              | Entraîneur               |
| Atlético Ottawa | Ottawa, Ontario                | Mista                    |
| Cavalry FC      | Calgary, Alberta               | Thomas Wheeldon Jr. (en) |
| FC Edmonton     | Edmonton, Alberta              | Alan Koch (en)           |
| HFX Wanderers   | Halifax, Nouvelle-Écosse       | Stephen Hart             |
| Valour FC       | Winnipeg, Manitoba             | Phillip Dos Santos       |
| York United     | Région d'York, Ontario         | Jim Brennan              |
| Forge FC        | Hamilton, Ontario              | Bobby Smyrniotis         |
| Pacific FC      | Langford, Colombie-Britannique | Pa-Modou Kah             |

### Changements d'entraîneur
| Club        | Entraîneur(s) partant(s) | Motif du départ | Date de départ    | Position   | Entraîneur(s) arrivant(s) | Date d'arrivée    |
| ----------- | ------------------------ | --------------- | ----------------- | ---------- | ------------------------- | ----------------- |
| FC Edmonton | Jeff Paulus (en)         | Démission       | 21 septembre 2020 | Pré-saison | Alan Koch (en)            | 24 novembre 2020  |
| Valour FC   | Robert Gale (en)         | Démission       | 23 septembre 2021 | 5e         | Phillip Dos Santos        | 23 septembre 2021 |

## Format de la compétition
Les huit premières rencontres de chaque club sont jouées à l'IG Field de Winnipeg où les équipes de l'Est du Canada et de l'Ouest canadien affrontent à deux reprises chacune des équipes de la région opposée dans le but de réduire les distances à parcourir pour la suite de la saison régulière. Après cette reprise, les clubs sont censés retrouver leurs stades respectifs et jouent seize rencontres face à des adversaires de leur région et quatre contre des équipes de la région opposée. À l'issue de la saison régulière, les quatre meilleures formations accèdent aux séries éliminatoires où chaque manche, les demi-finales comme la finale, se jouent sur une seule rencontre.
En cas d'égalité, les critères suivants départagent les équipes :
1. Nombre de points
2. Nombre de points lors d'oppositions
3. Différence de buts générale
4. Nombre de buts marqués
5. Nombre de victoires
6. Nombre de minutes jouées par des joueurs de moins de 21 ans
7. Tirage à la pièce.

## Compétition

### Classement
| Rang | Équipe          | Pts | J  | G  | N  | P  | Bp | Bc | Diff |
| ---- | --------------- | --- | -- | -- | -- | -- | -- | -- | ---- |
| 1    | Forge FC        | 50  | 28 | 16 | 2  | 10 | 39 | 24 | +15  |
| 2    | Cavalry FC      | 50  | 28 | 14 | 8  | 6  | 34 | 30 | +4   |
| 3    | Pacific FC      | 45  | 28 | 13 | 6  | 9  | 47 | 34 | +13  |
| 4    | York United FC  | 36  | 28 | 8  | 12 | 8  | 35 | 39 | -4   |
| 5    | Valour FC       | 35  | 28 | 10 | 5  | 13 | 38 | 36 | +2   |
| 6    | HFX Wanderers   | 35  | 28 | 8  | 11 | 9  | 28 | 34 | -6   |
| 7    | FC Edmonton     | 28  | 28 | 6  | 10 | 12 | 34 | 41 | -7   |
| 8    | Atlético Ottawa | 26  | 28 | 6  | 8  | 14 | 30 | 47 | -17  |

- Qualification pour les séries éliminatoires

### Résultats
| Résultats (▼dom., ►ext.)                                   | CAV | EDM | PAC | VAL | OTT | FOR | HFX | YOK |
| Cavalry FC                                                 |     |     |     |     | 0-2 | 0-2 | 0-0 | 2-1 |
| FC Edmonton                                                |     |     |     |     | 0-1 | 2-0 | 1-0 | 1-1 |
| Pacific FC                                                 |     |     |     |     | 4-2 | 1-2 | 2-0 | 3-0 |
| Valour FC                                                  |     |     |     |     | 2-0 | 1-0 | 2-0 | 3-0 |
| Atlético Ottawa                                            | 1-4 | 1-1 | 0-1 | 0-1 |     |     |     |     |
| Forge FC                                                   | 1-2 | 1-0 | 3-0 | 0-2 |     |     |     |     |
| HFX Wanderers                                              | 1-2 | 2-1 | 0-0 | 1-0 |     |     |     |     |
| York United FC                                             | 0-0 | 1-0 | 2-2 | 2-1 |     |     |     |     |
| - Victoire à domicile - Match nul - Victoire à l'extérieur |     |     |     |     |     |     |     |     |

| Résultats (▼dom., ►ext.)                                   | CAV | EDM | PAC | VAL | OTT | FOR | HFX | YOK |
| Cavalry FC                                                 |     | 1-1 | 1-0 |     |     |     | 0-0 | 2-1 |
| FC Edmonton                                                |     |     | 2-1 | 3-3 | 3-4 | 1-0 |     |     |
| Pacific FC                                                 | 3-1 |     |     | 3-2 | 1-1 |     |     | 1-2 |
| Valour FC                                                  | 0-0 | 1-1 |     |     |     | 3-1 | 3-0 |     |
| Atlético Ottawa                                            | 3-1 |     |     | 2-0 |     |     | 1-2 | 1-1 |
| Forge FC                                                   | 0-1 |     | 2-1 |     | 2-0 |     |     | 0-2 |
| HFX Wanderers                                              |     | 1-0 | 1-0 |     | 1-1 | 0-0 |     |     |
| York United FC                                             |     | 1-1 |     | 2-1 |     | 1-3 | 2-2 |     |
| - Victoire à domicile - Match nul - Victoire à l'extérieur |     |     |     |     |     |     |     |     |

| Résultats (▼dom., ►ext.)                                   | CAV | EDM | PAC | VAL | CAV | EDM | PAC | VAL |
| Cavalry FC                                                 |     | 2-1 | 0-0 | 1-0 |     | 2-2 | 2-1 | 2-4 |
| FC Edmonton                                                | 0-1 |     | 1-2 | 3-1 | 2-3 |     | 1-1 | 0-0 |
| Pacific FC                                                 | 2-0 | 2-2 |     | 2-1 | 1-2 | 5-1 |     | 3-2 |
| Valour FC                                                  | 0-1 | 3-0 | 0-2 |     | 1-1 | 0-3 | 1-3 |     |
| - Victoire à domicile - Match nul - Victoire à l'extérieur |     |     |     |     |     |     |     |     |

| Résultats (▼dom., ►ext.)                                   | OTT | FOR | HFX | YOK | OTT | FOR | HFX | YOK |
| Atlético Ottawa                                            |     | 0-1 | 2-1 | 1-1 |     | 0-3 | 2-2 | 2-2 |
| Forge FC                                                   | 2-0 |     | 1-1 | 0-1 | 4-0 |     | 4-1 | 3-1 |
| HFX Wanderers                                              | 2-1 | 2-0 |     | 2-3 | 2-1 | 0-1 |     | 3-3 |
| York United FC                                             | 2-0 | 0-1 | 1-1 |     | 1-1 | 1-2 | 0-0 |     |
| - Victoire à domicile - Match nul - Victoire à l'extérieur |     |     |     |     |     |     |     |     |

### Séries éliminatoires

#### Tableau
|  | Demi-finales          | Demi-finales          | Demi-finales          | Demi-finales          |   |          | Finale               | Finale               | Finale               | Finale               |
|  |                       |                       |                       |                       |   |          |                      |                      |                      |                      |
|  | 21 novembre, Hamilton | 21 novembre, Hamilton | 21 novembre, Hamilton | 21 novembre, Hamilton |   |          | 5 décembre, Hamilton | 5 décembre, Hamilton | 5 décembre, Hamilton | 5 décembre, Hamilton |
|  | 1                     | Forge FC              | 3                     | 3                     |   |          | 5 décembre, Hamilton | 5 décembre, Hamilton | 5 décembre, Hamilton | 5 décembre, Hamilton |
|  | 1                     | Forge FC              | 3                     | 3                     |   |          | 5 décembre, Hamilton | 5 décembre, Hamilton | 5 décembre, Hamilton | 5 décembre, Hamilton |
|  | 4                     | York United           | 1                     | 1                     |   |          | 5 décembre, Hamilton | 5 décembre, Hamilton | 5 décembre, Hamilton | 5 décembre, Hamilton |
|  | 4                     | York United           | 1                     | 1                     | 1 | Forge FC | 0                    | 0                    |                      |                      |
|  | 20 novembre, Calgary  |                       |                       |                       | 1 | Forge FC | 0                    | 0                    |                      |                      |
|  |                       |                       | 3                     | Pacific FC            | 1 | 1        |                      |                      |                      |                      |
|  | 2                     | Cavalry FC            | 3                     | Pacific FC            | 1 | 1        | 1                    | 1                    |                      |                      |
|  | 2                     | Cavalry FC            |                       |                       |   |          |                      | 1                    |                      |                      |
|  | 3                     | Pacific FC            | 2 ap                  | 2 ap                  |   |          |                      |                      |                      |                      |
|  | 3                     | Pacific FC            | 2 ap                  | 2 ap                  |   |          |                      |                      |                      |                      |

#### Demi-finales
| 20 novembre 2021  | Cavalry FC | 1 - 2 a. p.           | Pacific FC                         | Stade ATCO, Calgary                                 |                                                     |
| 15h00 (UTC−07:00) | Yao 47e    | (0 - 1, 1 - 1, 1 - 2) | 33e Campbell · 105e (csc) Carducci | Spectateurs : 2 927 Arbitrage : Pierre-Luc Lauzière | Spectateurs : 2 927 Arbitrage : Pierre-Luc Lauzière |
| 15h00 (UTC−07:00) | Rapport    |                       |                                    | Spectateurs : 2 927 Arbitrage : Pierre-Luc Lauzière | Spectateurs : 2 927 Arbitrage : Pierre-Luc Lauzière |

| 21 novembre 2021  | Forge FC                                      | 3 - 1   | York United  | Stade Tim Hortons, Hamilton                  |                                              |
| 15h00 (UTC−05:00) | Pacius 9e · Navarro 66e · Verhoeven 73e (csc) | (1 - 1) | 38e Petrasso | Spectateurs : 5 123 Arbitrage : Juan Marquez | Spectateurs : 5 123 Arbitrage : Juan Marquez |
| 15h00 (UTC−05:00) | Rapport                                       |         |              | Spectateurs : 5 123 Arbitrage : Juan Marquez | Spectateurs : 5 123 Arbitrage : Juan Marquez |

#### Finale
| 5 décembre 2021 | Forge FC | 0 - 1   | Pacific FC     | Stade Tim Hortons, Hamilton |                          |
|                 |          | (0 - 0) | 59e Hojabrpour | Arbitrage : Yusri Rudolf    | Arbitrage : Yusri Rudolf |
|                 | Rapport  |         |                | Arbitrage : Yusri Rudolf    | Arbitrage : Yusri Rudolf |

## Statistiques individuelles
| Rang | Joueur          | Équipe          | Buts |
| ---- | --------------- | --------------- | ---- |
| 1    | João Morelli    | HFX Wanderers   | 14   |
| 2    | Easton Ongaro   | FC Edmonton     | 11   |
| 3    | Terran Campbell | Pacific FC      | 10   |
| 3    | Alejandro Díaz  | Pacific FC      | 10   |
| 3    | Malcolm Shaw    | Atlético Ottawa | 10   |
| 6    | Moses Dyer      | Valour FC       | 9    |
| 7    | William Akio    | Valour FC       | 8    |
| 8    | Molham Babouli  | Forge FC        | 7    |
| 8    | Marco Bustos    | Pacific FC      | 7    |
| 8    | Joe Mason       | Cavalry FC      | 7    |

| Rang | Joueur             | Équipe          | Passes |
| ---- | ------------------ | --------------- | ------ |
| 1    | Tobias Warschewski | FC Edmonton     | 7      |
| 2    | Marco Bustos       | Pacific FC      | 6      |
| 3    | Fraser Aird        | FC Edmonton     | 5      |
| 3    | Tristan Borges     | Forge FC        | 5      |
| 3    | Terran Campbell    | Pacific FC      | 5      |
| 3    | Michael Petrasso   | York United     | 5      |
| 3    | Zach Verhoven      | Atlético Ottawa | 5      |
| 8    | Six joueurs        | Six joueurs     | 4      |

### Récompenses annuelles
| Trophée               | Joueur | Équipe |
| --------------------- | ------ | ------ |
| Meilleur joueur       |        |        |
| Meilleur buteur       |        |        |
| Meilleur gardien      |        |        |
| Meilleur jeune (U-21) |        |        |
| Meilleur entraîneur   |        |        |